# Човешки мозък
Човешкият мозък е един от органите при човека, сходен по устройство с мозъка на останалите бозайници, но с по-голям размер, отнесен към размера на тялото. Той управлява както нашите жизнени функции, така и поведението ни. Нашите мисли, спомени и чувства са плод на неговата дейност. Познанията ни за мозъка, въпреки интензивните изследвания, са все още частични.
Разположен в черепната кухина, главният мозък съдържа приблизително 86 милиарда нервни клетки при възрастен човек — толкова, колкото са и звездите в нашата галактика. Покрит е със същите обвивки, както и гръбначният. Гръбначният и главният мозък са изградени от сиво и бяло вещество. Сивото вещество образува струпвания — ядра, разпръснати сред бялото вещество. Сивото вещество обгръща отвън крайния и малкия мозък и образува тяхната кора. Бялото вещество образува проводящите пътища, свързващи отделните части на главния мозък помежду им, както и главния мозък с гръбначния.

## Дялове на главния мозък
Главният мозък се състои от шест основни части:
- продълговат мозък
- мост
- среден мозък
- малък мозък
- междинен мозък
- краен мозък

Главният мозък участва в регулирането на всички процеси в огранизма – от обмяната на веществата в клетката до най-сложните поведенически прояви. Дори когато спим, той направлява и съгласува функциите в организма ни, както и неговите взаимоотношения с външния свят. Нашите усещания за светлина, вкус, мирис, звук и допир започват с дразнене на специализирани рецептори и нервни окончания, но те са преди всичко резултат от функцията на главния мозък. Главният мозък ни дава възможност да мислим, да помним и да вземаме решения.

### Продълговатият мозък
Продълговатият мозък е непосредствено продължение на гръбначния мозък. Изпълнява заедно с варолиевия мост проводна и рефлексна функция. В продълговатия мозък са разположени ядрата, които регулират жизненоважни функции – дейността на сърдечно-съдовата система, дишането и храносмилането. В него се намират центровете на много вродени рефлекси – слюноотделяне, кашляне, гълтане, сукане и кихане.

### Варолиев мост
Варолиевият мост е възвишение, разположено над и пред продълговатия мозък. Той свързва малкия мозък с всички останали части на централната нервна система и извършва проводна и рефлексна функция. Във Варолиевия мост са разположени важни сетивни центрове: за допир, натиск и болка в областта на главата. В него има центрове, свързани с регулацията на движенията.

### Среден мозък
Средният мозък е разположен над моста. В него са разположени и ядра, които регулират движенията на тялото, мускулния тонус, както и съкращенията на мускулите, изменящи положението на очната ябълка. Състои се от четирихълмие, мозъчни крачета и междинна част.
Двете мозъчни крачета са снопове от нервни влакна, които образуват възходящи и низходящи пътища, свързващи средния мозък с другите части на главния мозък и с гръбначния мозък.

#### Четирихълмие
Във възвишенията на четирихълмието се намират центровете на рефлекси, свързани със слуха и зрението.

### Малък мозък
Малкият мозък се намира непосредствено зад моста и продълговатия мозък. Състои се от три части: две странични полукълба и средна част – червей. Повърхността на малкия мозък се състои от сиво вещество – мозъчна кора (кортекс). Тя образува множество успоредно разположени дълбоки гънки. Във вътрешността на малкия мозък има бяло вещество, сред което са разпръснати ядра от сиво вещество.
Функцията на малкия мозък е изцяло свързана с регулацията и координацията на движенията. Малкият мозък регулира силата, продължителността и съгласуваността на съкращенията на скелетните мускули, както и мускулния тонус. Противно на главния мозък, връзките на дясното полукълбо на малкия мозък управляват дясната част на тялото, и обратното.

#### Мозъчната кора (кортекс)
Кората покрива мозъчните полукълба и има дебелина само от 2 до 4 mm, но нейните гънки са толкова многобройни, че тя представлява 40% от главния мозък: това е абсолютен рекорд при живите същества. Съставена от сивата материя на клетъчното тяло на невроните, тази част на мозъка ни осигурява възможностите за възприятие, общуване, запомняне, преценка, воля – това е нашето съзнание. Различните функции, изпълнявани от кортекса, са локализирани. Разграничават се центрове на движенията, на осезанията и на асоциациите. Съществуват известни различия на локализацията при индивидите. Те са без видимо значение за интелектуалните способности. Никой от функционалните центрове на кортекса не действа изолирано: връзките между невроните осигуряват взаимодействие между отдалечени области на мозъка. Така изградените мрежи са толкова сложни, че е невъзможно да бъдат описани в подробности.
Всяко полукълбо на кората е специализирано, например лявото отговаря за езика и логиката, а дясното – за чувствата, интуицията, артистичните дейности. Нервните влакна, които тръгват от дясното полукълбо към гръбначния мозък, управляват лявата част на тялото и обратно.

### Междинен мозък
Междинният мозък е разположен дълбоко във вътрешността на главния мозък и свързва средния с крайния мозък. Състои се от два хълма и подхълмие.

#### Хълмове
Хълмовете са средищна област, „междинна станция“, през която преминават пътищата, носещи информация от различни рецептори – зрителни, слухови, болкови, за допир и натиск, по техния път към кората на крайния мозък.
В ядрата на хълмовете различните видове сетивна информация се обработва и вече в нов вид се препраща към сетивните зони в кората на крайния мозък. Главната функция на хълмовете е да обработват, да обединяват и да съпоставят различните видове сетивна информация.

#### Подхълмие
Подхълмието, както показва и неговото название, се намира под хълмовете и непосредствено зад хипофизата. Въпреки малката си маса (при човека то тежи около 4 грама) подхълмието играе изключително важна роля. То регулира всички основни функции в организма, чрез които се поддържа постоянството на вътрешната среда. В него се намират центровете, които управляват обмяната на веществата — въглехидрати, белтъци и мазнини; глада и жаждата, водно-солевото равновесие, кръвното налягане, произвеждането на топлина и освобождаването от нея.
Подхълмието управлява емоциите. Предната част на хипоталамуса отговаря за положителните емоции, а задната — за отрицателните.

## Функции
Мозъкът управлява цялото тяло — както съзнателните, така и несъзнателните процеси. Това управление може да бъде пряко (с помощта на нервната система) или косвено (команди от мозъка до ендокринната система водят до отделяне на хормони, които с кръвния поток се разнасят до всички части на тялото и влияят върху процесите). Затова се говори за единна нервно-хуморална регулация на процесите в тялото, протичаща под съвместния контрол на нервната и ендокринната система с превес на влиянието на нервната система.

## Строеж
Добре защитен от костите на черепа, главният мозък представлява желеобразен орган с розово-сив цвят, чиято повърхност е набръчкана като орехова ядка. Мозъкът е обвит в защитни ципи — менинги, и плава в гръбначно-мозъчна течност. Многобройни кръвоносни съдове снабдяват с необходимите за дейността вещества клетките, наречени неврони. Мозъкът на мъжа тежи около 1600 грама, а мозъкът на жената — приблизително 1450 грама, което отговаря на отношението на средните тегла на мъжа и жената. Силата на мозъка зависи не от размера, а от сложността на връзките между изграждащите го клетки. Той съдържа между десет и сто милиарда неврона.

## Синхронизатор
Мозъкът е разделен на дясно и ляво полукълбо, свързани чрез нервните влакна на мазолестото тяло, което е една от частите на средния мозък. Под мазолестото тяло се намират мозъчните вентрикули (стомахчета) с мозъчна течност. Във вътрешността на полукълбата са централните сиви мозъчни ядра с определяща роля за контрола на движенията. Разположен между ядрата и стената на вентрикулите, таламусът е основният разпределителен център. През него преминава почти целият поток от нервни сигнали, пристигащи от всички нервни окончания по тялото. Той ги разпространява в целия мозък. Играе главната роля в обработката на осезателната информация. Точно под него хипоталамусът (от гръцки: hypo – под) контролира доброто физиологично функциониране (телесна температура, глад, жажда, емоционални реакции, сън, отделяне на хормони и т.н.).

## Как мислим?
Няма мозъчен център на мисълта, нито на паметта. И все пак ние мислим и си спомняме. В действителност паметта е разпределена навсякъде в мозъка. В течение на живота ни нашият опит оставя следи в изключително сложните мрежи, изградени от невроните.
Следователно е невъзможно да бъде локализирана мисълта. Мисленето и съзнанието остават загадка за науката. Но може да се твърди, че те са свързани с цялостната дейност на кортекса и с взаимодействията му с останалите части на тялото.

## Речник
- Главен мозък – всички нервни центрове в черепната кутия, тоест мозъкът, малкият мозък и продълговатият мозък, който се намира между черепната кутия и гръбначния мозък.
- Менинги – мембрани, които обвиват всеки един от мозъчните центрове.
- Неврони – нервни клетки, благодарение на които се извършва предаването на нервните импулси.

## Любопитна информация
1. Човешкият мозък съдържа около 74 – 90% вода.
2. Главният мозък на младеж тежи средно 1410 г.
3. Мозъкът използва 1/4 от кислорода в организма.
4. Мозъкът представлява 2% от телесната маса на човек.
5. В човешкия мозък има между 14 и 100 милиарда нервни клетки